# Olimpiada Internațională de Chimie
Olimpiada Internațională de Chimie (în engleză  International Chemistry Olympiad, abreviat IChO) este un concurs internațional pentru elevii de liceu.

## Participarea României
Prima participare a României la Olimpiada Internațională de Chimie a fost în 1970, în Ungaria, iar în 1974 și în 1983 România a fost gazda olimpiadei internaționale.
- 2004, Germania: o medalie de aur, una de argint și două de bronz [2]

- 2006, Coreea de Sud: o medalie de argint și trei de bronz [3]

- 2008, Ungaria: trei medalii de argint și una de bronz [4]

- 2011, Turcia: trei medalii de argint și una de bronz [5][6]

- 2012, SUA: o medalie de aur, două medalii de argint și una de bronz [7][8]

- 2013, Rusia: trei medalii de argint și una de bronz [9][10][11][1][12]

- 2014, Vietnam: o medalie de aur și trei medalii de argint [13][14][15]
- 2015, Azerbaijan: două medalii de aur, o medalie de argint și una de bronz[16]
- 2016, Georgia: trei medalii de aur (dintre care un aur absolut) și o medalie de argint